# Sphenorhina quezaltana
Sphenorhina quezaltana är en insektsart som beskrevs av Nast 1949. Sphenorhina quezaltana ingår i släktet Sphenorhina och familjen spottstritar. Inga underarter finns listade i Catalogue of Life.